# Дора Авгери
Теодора (Дора) Петру Авгери (на гръцки: Θεοδώρα (Δώρα) Πέτρου Αυγέρη) е гръцка политичка от Коалицията на радикалната левица.

## Биография
Родена е в Солун на 21 февруари 1973 година. Завършва Юридическия факултет на Солунския университет, след което прави магистратура по комуникации и култура в катедра „Журналистика и масмедии“ на същия университет. Занимава се с журналистика - пише във вестниците „Македония“ и „Тесалоники“, води предаване по ERT 3. Избрана е за депутат от Сириза от район Солун II на изборите на 7 юли 2019 година.
Женена е за журналиста Александрос Кадер-Бакс.